# Соколов Віктор Олексійович
Соколов Віктор Олексійович (24 квітня 1954) — радянський велогонщик.
Срібний призер Олімпійських Ігор 1976 року в командній гонці переслідування.